# Ley (cratère)
Pour les articles homonymes, voir Ley (homonymie).
Ley est un cratère d'impact lunaire situé sur le bord sud de la plaine fortifiée de Campbell, beaucoup plus vaste. Le cratère Von Neumann (en), légèrement plus grand, pénètre dans le bord sud-sud-ouest de Ley. Les débris de la formation de Von Neumann ont formé un rempart bombé qui occupe le fond intérieur sud-ouest de Ley. Le bord extérieur de Ley a subi l'érosion d'impact et est marqué par plusieurs petits cratères. La paroi intérieure est également usée, et le fond intérieur est criblé de petits cratères. Un petit cratère en forme de coupe se trouve au fond, au nord-ouest du point médian.
Avant d'être officiellement nommé par l'Union astronomique internationale en 1970, Ley s'appelait Crater 59.